# 45846 Avdellidou
45846 Avdellidou è un asteroide della fascia principale. Scoperto nel 2000, presenta un'orbita caratterizzata da un semiasse maggiore pari a 2,4160830 au e da un'eccentricità di 0,1529316, inclinata di 2,50324° rispetto all'eclittica.